# Wehrmachtakademie
Die Wehrmachtakademie war eine höhere Bildungseinrichtung der deutschen Wehrmacht, die von 1935 bis 1938 bestand. Sie sollte Generalstabsoffiziere aller Wehrmachtteile (Teilstreitkräfte) an ein strategisches Führungsdenken heranführen, Fragen der Gesamtkriegführung unter politischen, wirtschaftlichen und technischen Aspekten erörtern und die Absolventen auf eine Tätigkeit im Oberkommando der Wehrmacht vorbereiten. Vorläufer dieser Einrichtung, wie die sogenannten „Reinhardt-Kurse“, existierten bereits zur Zeit der Weimarer Republik in der Reichswehr.

## Vorläufer: Reinhardt- und Wachenfeld-Kurse
Die Institution eines zentralen Generalstabes war dem Deutschen Reich durch die Bestimmungen des Friedensvertrags von Versailles untersagt worden; daher war auch eine Ausbildungsstätte für Generalstabsoffiziere verboten. Die Reichswehr umging dieses Verbot jedoch, indem sie innerhalb des Reichswehrministeriums das sogenannte Truppenamt einrichtete. Es führte getarnt die Geschäfte des Großen Generalstabes fort. Ab 1920 fand die sogenannte Führergehilfenausbildung dezentral bei den verschiedenen Wehrkreiskommandos, später bei den Gruppenkommandos statt. Allerdings bereitete die spätere Fortbildung der Führergehilfen und Generalstabsoffiziere Probleme. Die dazu angedachten Fernaufgaben und Stabsreisen blieben in ihrer Wirkung beschränkt. General der Infanterie Walther Reinhardt, der ehemalige Chef der Heeresleitung, wollte nach seiner Verabschiedung 1927 für Abhilfe sorgen. Die Ausbildung der Generalstabsoffiziere empfand er als zu fachlich und einseitig, weshalb er es für nötig hielt, ihren Blick für die großen Fragen der Gesamtkriegführung – Wirtschaft, Logistik, Geschichte – zu schärfen. Dazu rief er in Berlin eine Art Hochschulkurs ins Leben; später wurden diese als „Reinhardt-Kurse“ bekannt.
Jährlich wurden zehn Heeres- und zwei Marineoffiziere nach Reinhardts Vorschlägen zum Kurs nach Berlin kommandiert und offiziell an der Berliner Universität immatrikuliert. Dort besuchten sie Seminare, welche vom Truppenamt festgelegt wurden. Zwei weitere Seminare nach freier Auswahl blieben optional. Einmal pro Woche wurden Vorträge zu operativen, kriegsgeschichtlichen und allgemeinen Themen gehalten. An einem weiteren Tag behielt sich Reinhardt zunächst selbst Vorträge über Kriegsgeschichte und operative Grundsätze vor. Hinzu kam eine mehrwöchige Übungsreise zwischen den Semestern. Um den Gesichtskreis und die Sprachkenntnisse der Kursteilnehmer zu fördern, wurden die Offiziere zum Ende des Lehrgangs für zwei Monate auf eine Auslandsreise geschickt. Das Ziel der Reise war den Teilnehmern individuell überlassen.
Ziel war die Förderung des kritischen Denkens in größeren Zusammenhängen, also auch im Rahmen der gesamten Reichswehr. Nachdem Reinhardt 1930 überraschend verstorben war, übernahm General Edmund Wachenfeld die Leitung des Kurses, der nun „Fortbildungs-Kurs für Offiziere“ (oft auch kurz „Wachenfeld-Kurs“) genannt wurde und 1933 letztmals stattfand.
Bekannte Teilnehmer der Kurse waren unter anderen die späteren Generalfeldmarschälle Albert Kesselring und Wilhelm List, sowie die späteren Generale Hans-Gustav Felber, Waldemar Erfurth und Hans von Greiffenberg. Eine Lehrkraft für staatsrechtliche und geschichtliche Vorlesungen war der spätere erste Bundespräsident Theodor Heuß, der darüber auch später noch positiv berichtete.

## Wehrmachtakademie

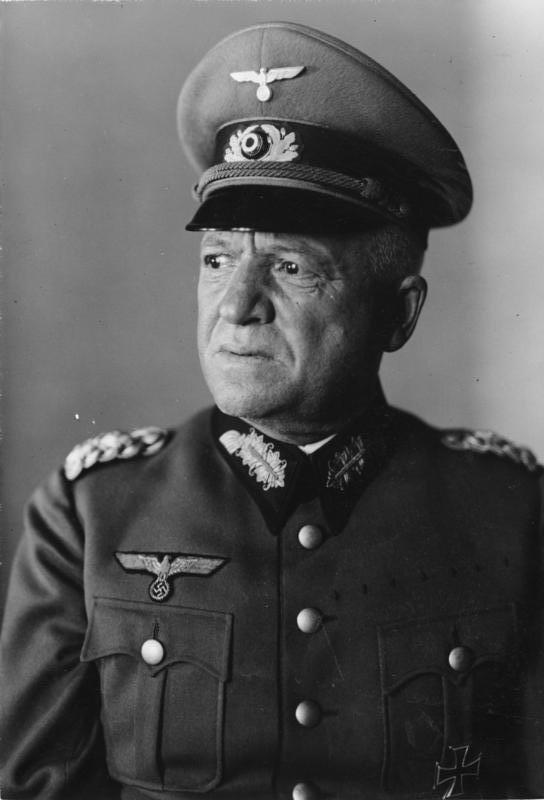
General der Infanterie Wilhelm Adam (1938), Leiter der Wehrmachtakademie

Nach der Machtübernahme der Nationalsozialisten 1933 begann die umfassende Aufrüstung der Wehrmacht. Heer, Kriegsmarine und bald auch die neu gegründete Luftwaffe forcierten daher die Ausbildung ihrer Offiziere, was auch Generalstabsoffiziere einschloss. Gleichzeitig wurde im Reichswehrministerium (ab 1935: Reichskriegsministerium) das Wehrmachtamt als Zentralstelle aller Wehrmachtteile ausgebaut. Hinzu trat eine Abteilung Landesverteidigung (L), in welchem man die Keimzelle eines übergeordneten „Wehrmacht-Generalstabes“ gesehen wurde. Um für diese Einrichtung und weitere Ämter auf Ministeriumsebene gut ausgebildete Offiziere heranzubilden, hatte Generalmajor Walter von Reichenau (später Generalfeldmarschall) als Chef des Wehrmachtamtes die Gründung einer die Teilstreitkräfte übergreifenden Akademie vorbereitet. Die Eröffnung der neuen Wehrmachtakademie als „Führerschule der gesamten Wehrmacht“ erfolgte schließlich zum 1. Oktober 1935. Dabei diente das 1927 gegründete Imperial Defence College in gewisser Weise als Vorbild. Möglich ist auch, dass das amerikanische War College Pate stand, welches den Kriegsminister Werner von Blomberg auf einer früheren Amerika-Reise im Jahre 1931 nachhaltig beeindruckt hatte.

### Ausbildung
Leiter der Akademie, die ein eigenes Gebäude in Berlin-Moabit bezog, wurde General der Infanterie Wilhelm Adam, der zuvor Chef des Truppenamtes (1930–1933) gewesen war. Das Ziel war die Heranbildung von Generalstabsoffizieren, die fähig waren, im Rahmen der gesamten Wehrmacht zu denken. Sie sollten sich dazu intensiv mit den jeweils anderen Wehrmachtteilen vertraut machen. In der Theorie sollten sich die Offiziere nach ihrer eigentlichen Generalstabsausbildung im Rahmen ihrer Teilstreitkräfte zunächst im aktiven Stabsdienst bewähren und dann mit einiger praktischer Erfahrung die Wehrmachtakademie besuchen. Danach sollten sie im Reichswehrministerium, ab 1938 im Oberkommando der Wehrmacht, Verwendung finden.
Da die Teilnehmer sowohl in Wissenschaft, Technik, Wirtschaft und Politik geschult werden sollten, wurde die Ausbildung sehr vielseitig gestaltet. So gab es theoretische Kriegsspiele, bei denen die Wirtschafts- und Kriegspotentiale der verschiedenen Staaten analysiert wurden, aber auch Vorträge über die Spitzengliederung von Streitkräften oder über das Zusammenwirken verschiedener Teilstreitkräfte. General der Infanterie Adam behielt sich selbst die Vorlesung über Kriegführung vor, in der er vor allem den Bezug zur Politik betonte. Ergänzt wurde das Programm von Referenten aus verschiedenen Ressorts: Universitätsprofessoren, Militärattachés, Ministern und Botschaftern. Der Unterricht erfolgte auch mittels Bildungsreisen in die Rüstungsindustrie sowie mittels Generalstabsreisen. Darüber hinaus war jeder Teilnehmer angehalten, eine Fremdsprache zu erlernen. Die Teilnehmer widmeten sich allerdings auch praktischen Entwürfen. So wurde an einer fiktiven Vorschrift »Kriegführung« gearbeitet, die alle möglichen Aspekte – Kolonialkrieg, Koalitionen, Wirtschaftskrieg, Führung der Streitkräfte – berücksichtigen sollte.
Ein erhalten gebliebener Unterrichtsplan von Anfang 1938 sah zum Beispiel die Fächer Kriegführung, Seetaktik (Dozent Vizeadmiral Otto Groos), Luftwaffenführung, europäisches Paktsystem (Dozent Ministerialdirektor Friedrich Gaus), Psychologie und Technik der Propaganda (Dozent Emil Dovifat), außenpolitische Lage (Dozent Ministerialdirektor Freiherr von Weizsäcker), Kriegswirtschaft, Kriegs- und Völkerrecht (Dozent Oberst Alfons Fonck) vor.

### Teilnehmer und Wirkungskreis
Die Akademie litt von Beginn an unter der Tatsache, dass ihr von den Teilstreitkräften wenig geeignete Offiziere geschickt wurden. In der Regel entschieden die verschiedenen Personalämter über die Kommandierung der Kandidaten, aber da gerade in der Aufbauphase der Streitkräfte die qualifiziertesten Offiziere unabkömmlich waren, wurden eben nicht die besten Kandidaten geschickt. Da es weder eine Aufnahme- noch eine Abschlussprüfung gab, sondern am Ende des Lehrgangs lediglich eine allgemeine Beurteilung erfolgte, konnte auch auf diese Weise keine Auslese stattfinden. Selbst General der Infanterie Adam bezeichnete die Lehrgangsteilnehmer daher als „Mittelmaß“.
Insgesamt wurden nur drei einjährige Lehrgänge abgeschlossen. In jedem waren je zwei Luftwaffen- und Marineoffiziere sowie sechs Offiziere des Heeres. Die Gesamtzahl der Teilnehmer lag also bei 30 Generalstabsoffizieren. Am letzten Lehrgang nahmen auch sechs Beamte aus verschiedenen Ministerien teil. Die einzelnen Teilnehmer sind aus den Quellen nicht mehr zu ermitteln, bekannte Absolventen der Wehrmachtakademie waren:
- Ulrich Kessler, später General der Flieger
- Günther Korten, später Generaloberst und Chef des Generalstabes der Luftwaffe
- Walter Schwabedissen, später Generalleutnant der Luftwaffe
- Hans-Detlef Herhudt von Rohden, später Generalmajor und Chef der Kriegswissenschaftlichen Abteilung des Generalstabes der Luftwaffe
- Alfred Schlemm, später General der Fallschirmtruppe und Chef des Generalstabes des XI. Fliegerkorps
- Enno von Rintelen, später General der Infanterie des Heeres
- Hans von Greiffenberg, später General der Infanterie und Chef des Generalstabes verschiedener Heeresgruppen
- Vincenz Müller, später Generalleutnant und dann Generalstabschef der Nationalen Volksarmee
- Otto Wöhler, später General der Infanterie und Oberbefehlshaber einer Heeresgruppe
- Walther Nehring, später General der Panzertruppe und Oberbefehlshaber verschiedener Armeen
- Kurt Fricke, später Admiral und Chef des Stabes der Seekriegsleitung im Oberkommando der Marine
- Wilhelm Meendsen-Bohlken, später Vizeadmiral und Kommandant des Schweren Kreuzers Admiral Scheer

Der Wirkungskreis der Akademie blieb dementsprechend beschränkt, sodass es keine nachhaltigen Impulse zur Entwicklung eines gesamtstrategischen Führungsdenkens geben konnte. Dass dies ein Defizit darstellte, wurde während des Zweiten Weltkrieges offensichtlich, als Heer, Luftwaffe und Marine wiederholt eng zusammenarbeiten mussten. Offiziere wie General der Infanterie Waldemar Erfurth bedauerten im Nachhinein das Fehlen einer die Teilstreitkräfte übergreifenden Einrichtung wie der Wehrmacht-Akademie, die er in modernen Streitkräfte für ebenso selbstverständlich hielt, wie einen zentralen Generalstab.

### Schließung der Einrichtung
Bereits die Gründung der Wehrmachtakademie erfolgte in einer Phase des Antagonismus zwischen dem Wehrmachtamt im Reichskriegsministerium einerseits und den drei Teilstreitkräften andererseits. Ersteres beanspruchte die Führung der gesamten Streitkräfte und bereitete die Einrichtung eines Wehrmacht-Generalstabes vor, der geeignet war, die Kompetenzen der einzelnen Teilstreitkräfte-Oberkommandos zu beschneiden. Das Heer fürchtete um seine dominante Vorrangstellung innerhalb der Wehrmacht und die Marine sorgte sich um ihre Selbständigkeit. Die Luftwaffe stand der Akademie – vor allem unter ihrem ersten Generalstabschef Generalleutnant Walther Wever – eher aufgeschlossen gegenüber, da sie naturgemäß darauf angewiesen war, das Heer und die Kriegsmarine zu unterstützen und in einem strategischen Luftkrieg die Wirtschaft eines Gegners zu bekämpfen. Ihre Aufgabenstellung erforderte daher ohnehin ein Denken im größeren Rahmen. Aber nach Wevers Tod zeigte auch Hermann Göring als Reichsluftfahrtminister und Oberbefehlshaber der Luftwaffe kein Interesse daran, Kompetenzen an das Wehrmachtamt abzugeben.
Selbst Reichskriegsminister Werner von Blomberg, dem die Wehrmachtakademie unterstand, besuchte die Einrichtung nur einmal jährlich für etwa eine halbe Stunde. General Adam schrieb zudem, dass er von Blomberg nie irgendwelche Anweisungen erhalten habe, dieser sich also kaum um die Akademie kümmerte. Kurz nach der Blomberg-Fritsch-Krise wurde die Kriegsakademie daher zum 31. März 1938 geschlossen.